# Adenocarcinoma de glândula salivar
Os adenocarcinomas de glândula salivar são um grupo de neoplasias malignas (cânceres) que afetam as glândulas salivares.

## Classificação
Podem ser classificados em:
- Adenocarcinoma de células basais
- Adenocarcinoma microcístico esclerosante
- Adenocarcinoma microsecretório
- Adenocarcinoma mucinoso
- Adenocarcinoma polimórfico
- Adenocarcinoma sebáceo
- Carcinoma adenoide cístico
- Carcinoma de células acinares
- Carcinoma de células claras hialinizante
- Carcinoma do ducto salivar
- Carcinoma epitelial-mioepitelial
- Carcinoma ex-adenoma pleomórfico
- Carcinoma intraductal

## Adenocarcinoma de células basais
O adenocarcinoma de células basais é uma neoplasia bifásica de baixo grau que afeta principalmente a parótida, sendo raro nas outras glândulas salivares maiores e menores: ele é raro, representando entre 1 e 2% dos tumores malignos de glândula salivar, afetando adultos a partir dos 40 anos e com ligeira predileção por mulheres (1,2:1). Ele surge a partir de células ductais e mioepiteliais, e a maior parte dos casos é de novo, embora 25% surjam a partir de um adenoma de células basais; pode estar relacionado à síndrome de Brooke-Spiegler.
Clinicamente, apresenta-se como uma massa de crescimento lento e assintomático por muitos anos, e é raramente associado a cilindromas dermais. Não possui características radiográficas marcantes, e histologicamente é semelhante ao adenoma de células basais, mas com evidências de um padrão de crescimento invasivo, apresentando um parênquima tumoral de células ductais ao centro e organização em paliçada, com possível diferenciação escamosa ou sebácea e áreas de necrose.
O tratamento inclui a ressecção cirúrgica com margens livres, mas possui risco de recidiva local de 50%, e risco de metástase local para linfonodos de 15%. A radioterapia adjuvante pode ser utilizada.

## Adenocarcinoma microcístico esclerosante
O adenocarcinoma microcístico esclerosante (AME) é uma neoplasia maligna extremamente rara, afetando principalmente pacientes acima dos 50 anos, com predileção por mulheres (4:1). Afeta principalmente as glândulas salivares menores, e está relacionado à imunossupressão.
Clinicamente se apresenta como uma massa de crescimento lento e assintomática a princípio, mas seu perfil de crescimento infiltrativo e comportamento localmente agressivo, com invasão perineural, frequentemente levam à parestesia. Em uma tomografia por emissão de pósitrons (PET) com FDG, pode se mostrar como uma lesão infiltrativa amorfa que é fortemente corada por FDG. Histologicamente, o AME se assemelha ao carcinoma adnexo cutâneo microcístico, sendo composto por ductos, túbulos e ilhotas de células mioepiteliais e células cuboides em um estroma tumoral densamente esclerótico.
Apesar do seu aspecto agressivo, o prognóstico do AME não é desfavorável, com recidiva ou metástases sendo raras. O tratamento consiste na ressecção cirúrgica com margens amplas, e para os casos onde há margens positivas ou invasão perineural recomenda-se a radioterapia adjuvante.

## Adenocarcinoma microsecretório
O adenocarcinoma microsecretório é uma neoplasia de glândula salivar recentemente descrita, com ligeira predileção feminina e que afeta principalmente as glândulas salivares menores. Ela é caracterizada pela fusão dos genes MEF2C e SS18.
Clinicamente é uma massa intraoral pequena e indolor, tendo um comportamento indolente, com bordas bem delimitadas e comportamento minimamente invasivo. Histologicamente é caracterizada por microcistos de células atenuadas, de citoplasma eosinofílico e núcleo arredondado, com produção de secreção intraluminal basofílica.
Por ser uma nova entidade, pouco se sabe sobre seu tratamento, mas a cirurgia parece ser efetiva na cura.

## Adenocarcinoma mucinoso
O adenocarcinoma mucinoso é uma nova entidade na classificação de lesões de glândula salivar da OMS, sendo extremamente raro e representando menos de 0,1% das neoplasias de glândulas salivares. Clinicamente é caracterizado como uma massa exofítica, que afeta principalmente o palato e a região sublingual. O adenocarcinoma mucinoso é caracterizado histologicamente por possuir ilhotas de células epiteliais em um mar de mucina. Possui alta taxa de recidiva e metástase, e baixa sobrevida global.

## Adenocarcinoma polimórfico
O adenocarcinoma polimórfico é uma neoplasia maligna indolente, que afeta principalmente as glândulas salivares menores no palato (60% dos casos), sendo o segundo carcinoma mais comum de palato. Afeta mais pacientes entre 50 e 60 anos, com predileção por mulheres (2:1). É caracterizado por mutações do gene PRKD, especialmente a mutação PRKD1 E710D.
Clinicamente apresenta-se como uma massa tumoral, e não possui achados radiológicos específicos. Histologicamente, possui citologia uniforme (células de núcleo pálido, semelhantes ao carcinoma papilar de tireoide) e diversidade arquitetural. Possui excelente prognóstico, com alta sobrevida (94 a 99% em 10 anos) e sobrevida livre de recidiva (83 a 88% em 10 anos), mas a presença de arquitetura papilar ou cribiforme podem apresentar um prognóstico menos favorável, com risco de metástase linfonodal.

## Adenocarcinoma sebáceo
O adenocarcinoma sebáceo é uma neoplasia maligna extremamente rara quando ocorre em glândulas salivares, com menos de 50 casos relatados no mundo. É caracterizado pela presença de ilhotas epiteliais de células poliédricas com citoplasma claro e presença de secreção sebácea intracelular, e ao redor delas, células basaloides. Possui um prognóstico bastante desfavorável, sendo um tumor com alta taxa de recidiva e metástase.

## Carcinoma adenoide cístico

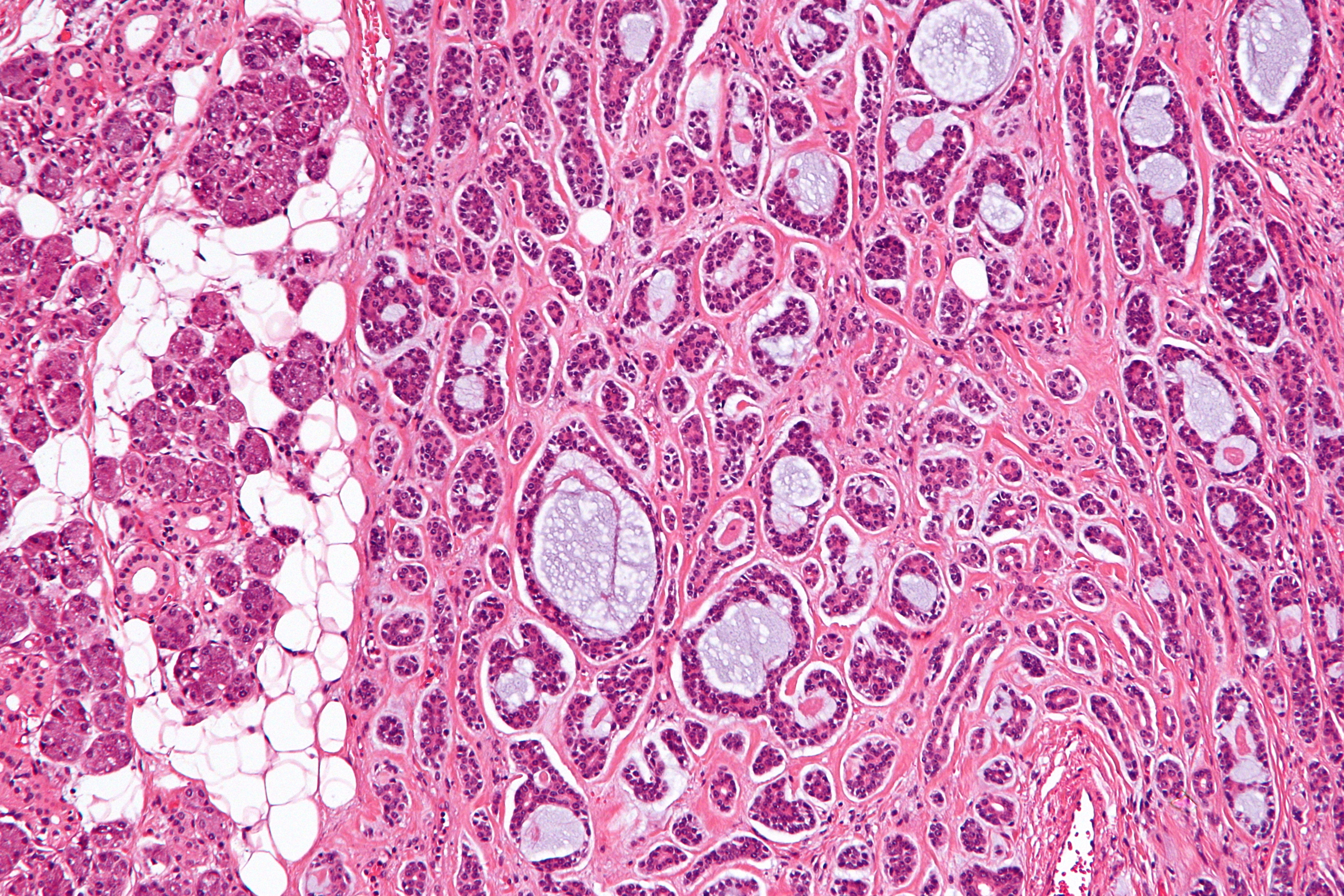
Carcinoma adenoide cístico (à direita da imagem): observa-se uma mistura de células mioepiteliais (predominantes, citoplasma escasso) e ductais. Tecido glandular normal à esquerda da imagem.

O carcinoma adenoide cístico (CAC) é um tipo de adenocarcinoma que afeta glândulas salivares maiores (especialmente a parótida) e menores, com incidência semelhante entre homens e mulheres e maior incidência na faixa dos 50 anos; é o mais comum da glândula submandibular (28%) e o terceiro tumor maligno mais comum de glândulas salivares. Entre 60 a 90% dos CAC possuem a mutação de MYB-NFIB ou a fusão de MYBL1-NFIB.
Histologicamente, o CAC é caracterizado pelo parênquima bifásico de células ductais e mioepiteilais, com arquitetura tubular, cribiforme ou sólida, frequentemente com invasão perineural. A arquitetura sólida é um fator de risco para mau prognóstico. De forma geral, o CAC possui um prognóstico desfavorável: a sobrevida em 5 anos varia entre 55 e 89%, caindo para 20 a 40% em 10 anos, e ele possui alta taxa de recidiva local (16 a 67%) e de metástase (8 a 46%).

## Carcinoma de células acinares

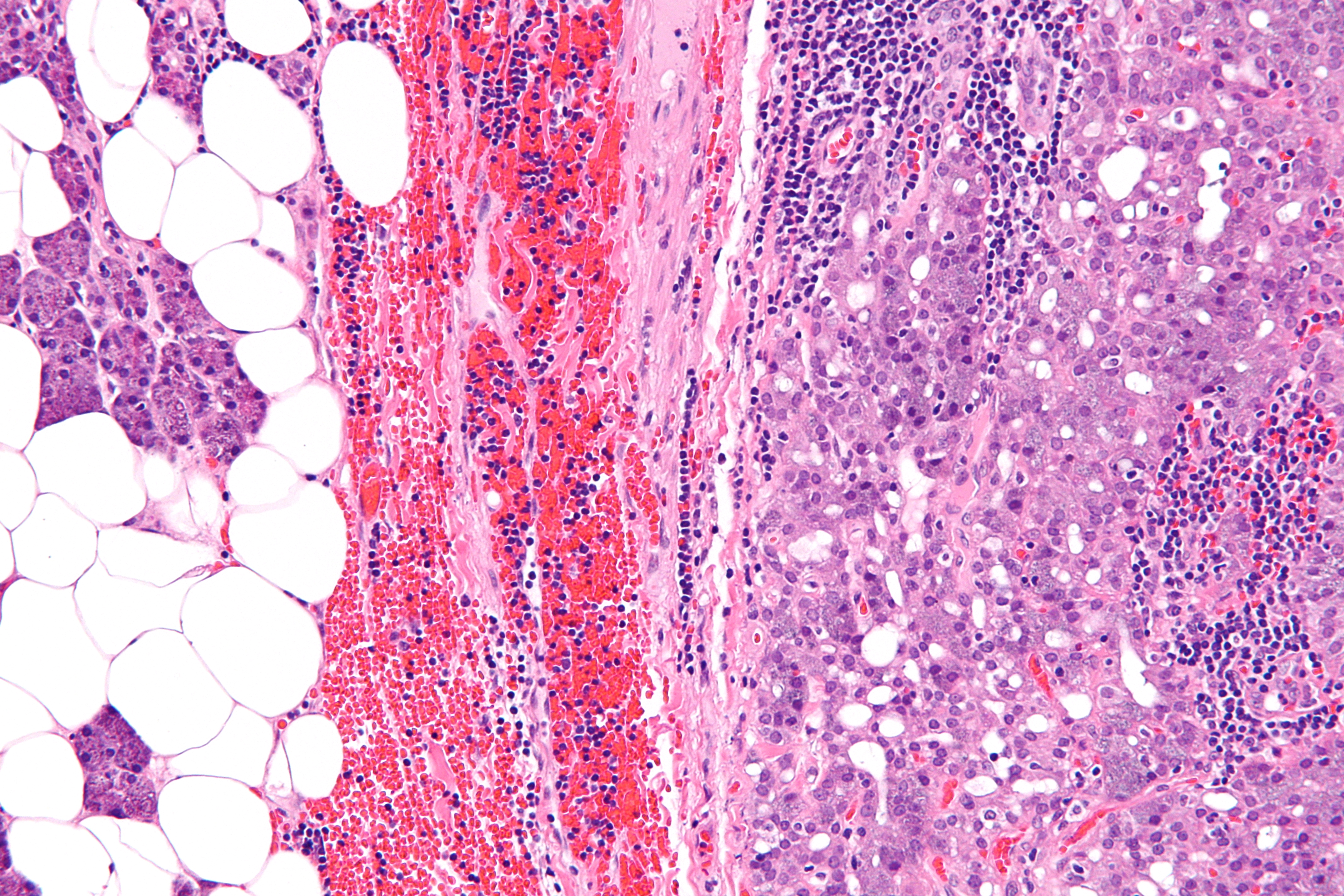
Carcinoma de células acinares (à direita da imagem): observa-se a presença de ácinos e intensa vascularização do estroma tumoral. À esquerda tecido celular normal.

O carcinoma de células acinares é um tumor de glândulas salivares que afeta principalmente a parótida (91%), sendo o segundo tumor maligno de glândulas salivares mais comum em crianças (atrás do carcinoma mucoepidermoide) e o terceiro mais comum em adultos (atrás do carcinoma mucoepidermoide e CAC). Afeta mais mulheres do que homens (1,6:1) e mais comum nas pessoas brancas. Está ligado a predisposição familiar e exposição à radiação.
Clinicamente, tende a se apresentar como uma massa de crescimento lento, podendo causar dor e disfunção do nervo facial. Achados radiológicos podem não ser específicos, com uma lesão sólida ou cística em TC, e aspecto lobular bem delimitado e hipoecoico, heterogêneo e pouco vascularizado na ultrassonografia. Histologicamente, é caracterizado pela diferenciação de células acinares serosas de núcleo excêntrico, com arquitetura tecidual sólida, microcística, cística papilar ou folicular.
De forma geral, o prognóstico é bem favorável, com sobrevida em 5 anos de 97%. O tratamento de escolha é a cirurgia de ressecção, e em casos de margens positivas ou fatores de risco para metástase, pode-se utilizar radioterapia ou quimioterapia.

## Carcinoma de células claras hialinizante
O carcinoma de células claras hialinizante é uma neoplasia maligna rara que afeta majoritariamente as glândulas salivares menores (>80%), com ligeira predominância feminina e por pacientes idosos. É caracterizada pela presença da fusão do oncogene EWSR1 com outro gene, frequentemente o ATF1.
Clinicamente tende a se apresentar como um edema na submucosa que pode estar ulcerado, mas a maior parte dos achados são incidentais. Na ressonância magnética seus achados são inespecíficos, apresentando-se como uma lesão bem delimitada e isointensa em T1 e hiperintensa em T2. Histologicamente, é caracterizado por possuir um estroma de tecido hipocelular hialinizado denso, com células claras em ilhotas, cordões e trabéculas, justaposto a um estroma desmoplásico. Teoriza-se que seja um tipo especial de carcinoma adenoescamoso pela presença ocasional de glândulas e mucina.
É um carcinoma de baixo grau, com baixo risco de metástase ou recidiva, mas a presença de necrose, margens positivas após ressecção ou disseminação linfonodal estão associadas à recidiva.

## Carcinoma do ducto salivar

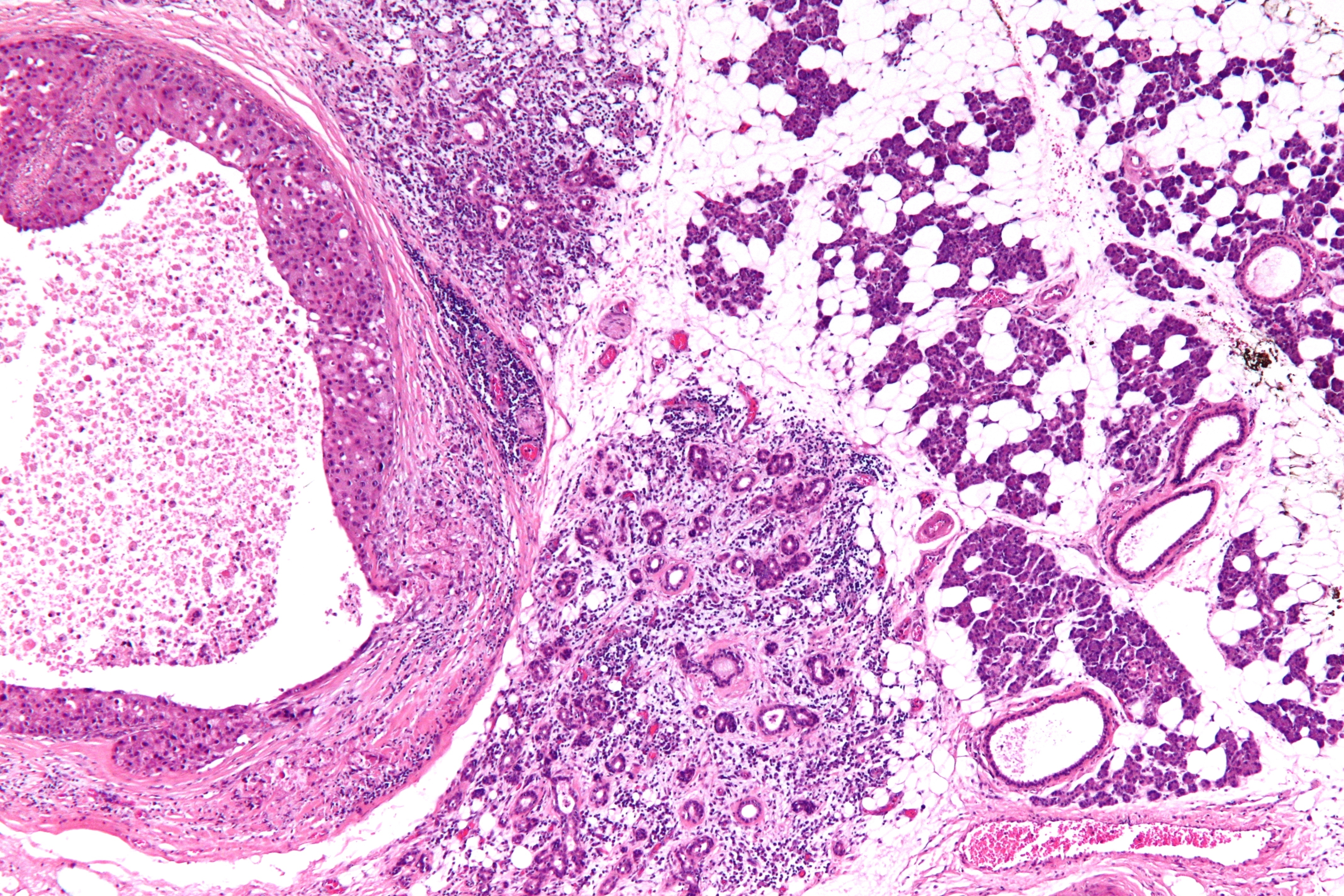
Carcinoma do ducto salivar (à esquerda da imagem). As células se assemelham ao carcinoma ductal de mama, e há presença de necrose. À direita, tecido glandular normal.

O carcinoma do ducto salivar é uma neoplasia maligna agressiva de alto grau, que representa ~10% dos cânceres de glândula salivar, afetando mais idosos e homens (2,4:1). Afeta frequentemente a parótida e está associado a diversas mutações de oncogenes conhecidos, como TP53, HRAS, PIK3CA, PTEN e BRAF. Cerca de 60% surgem de novo, mas 40% são originários de um adenoma pleomórfico.
Clinicamente, apresenta-se como uma massa de rápido crescimento associada a dor, parestesia ou paralisia da face. Na TC, pode se apresentar como uma massa heterogênea com focos de calcificação, e na ressonância magnética se observa o caráter invasivo de aspecto hipointenso comparado ao tecido glandular normal em T1 e hiperintenso em T2. Histologicamente, é caracterizado por ser semelhante ao carcinoma ductal de mama, com células oncocíticas em cordões e ilhotas em um estroma desmoplásico, com alto grau de pleomorfismo e necrose; pode ser rico em mucina, de aspecto micropapilar, sarcomatoide, rabdoide ou basaloide; normalmente é positivo para receptor andrógeno.
O prognóstico é desfavorável, com sobrevida de ~35%, estando em média em 3,1 anos. A ressecção radical com dissecção de linfonodos cervicais é o tratamento de escolha e a radioterapia adjuvante deve ser considerada. Em alguns casos, para doença avançada, a quimioterapia com antiandrógenos, trastuzumabe, anti-BRAF e anti-PIK3CA pode ser indicada.

## Carcinoma epitelial-mioepitelial

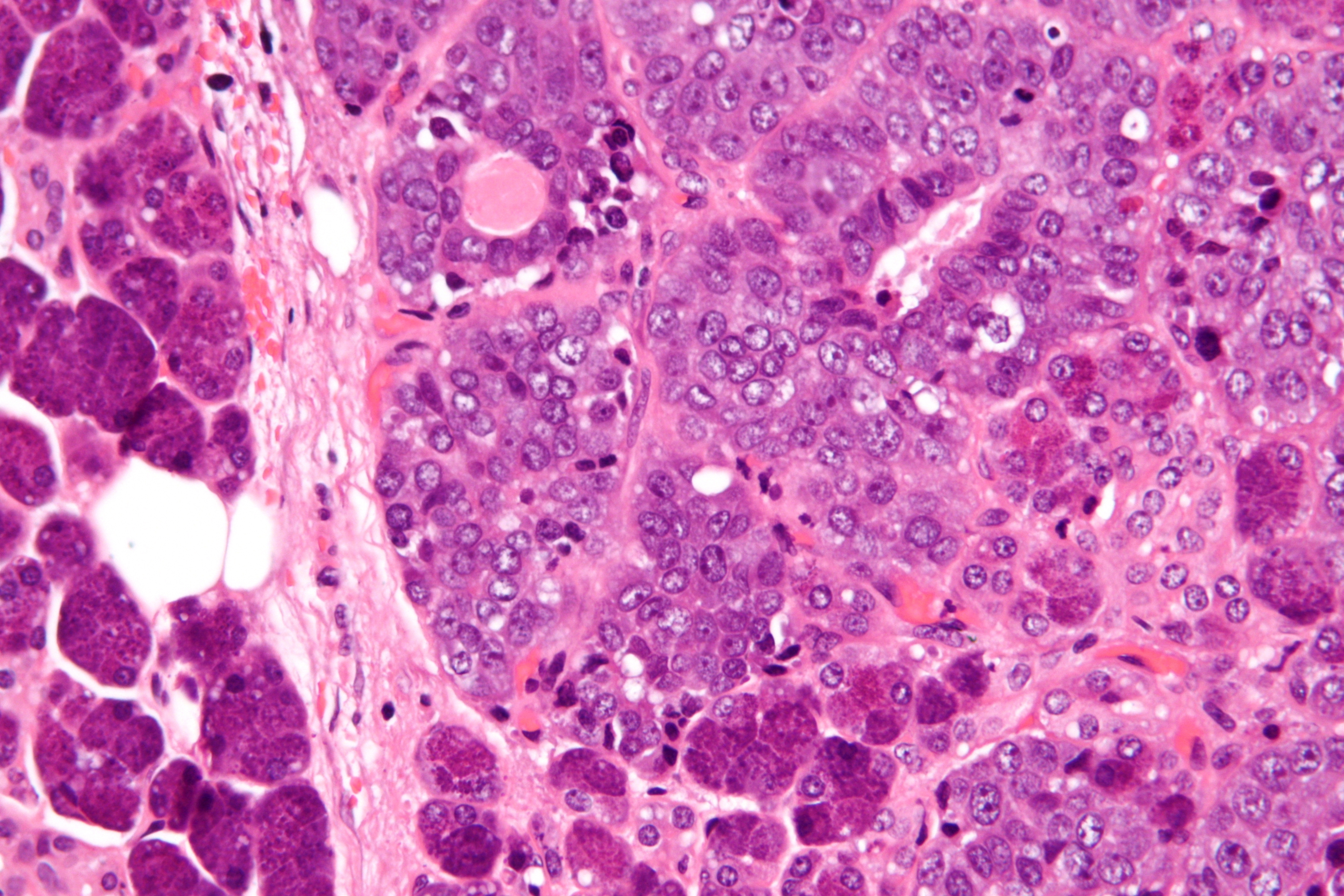
Carcinoma epitelial-mioepitelial (à direita da imagem). Observa-se morfologia tubular e a presença de células epiteliais e mioepiteliais.

O carcinoma epitelial-mioepitelial é uma neoplasia maligna bifásica, que representa 1 a 2% dos tumores salivares malignos, mais comum em mulheres (1,6:1) e que afeta primariamente a parótida (70%) e a submandibular (12%). Está associada a mutação de HRAS em 85% dos casos. Pode surgir de novo ou de um adenoma pleomórfico.
Clinicamente, caracteriza-se como uma massa indolor de crescimento lento, mas em casos raros pode ocasionar paralisia do nervo facial e linfadenopatia, indicando transformação em alto grau. Histologicamente, observa-se a presença de células epiteliais e mioepiteliais em arquitetura tecidual tubular, glandular ou sólida, com a presença de áreas císticas e papilares, ou até de matriz hialinizada; quando há transformação de alto grau (20%), normalmente se dá no componente epitelial com proliferação de células atípicas em padrão sólido ou em lençol, e presença de necrose. Algumas variantes mais raras como oncocítica ou apócrina podem ser encontradas. Diferenciação escamosa ou sebácea, ou em corpos de Verocay é rara.
Possui bom prognóstico, exceto se de alto grau, e o tratamento de escolha é a ressecção cirúrgica com radioterapia adjuvante.

## Carcinoma ex-adenoma pleomórfico

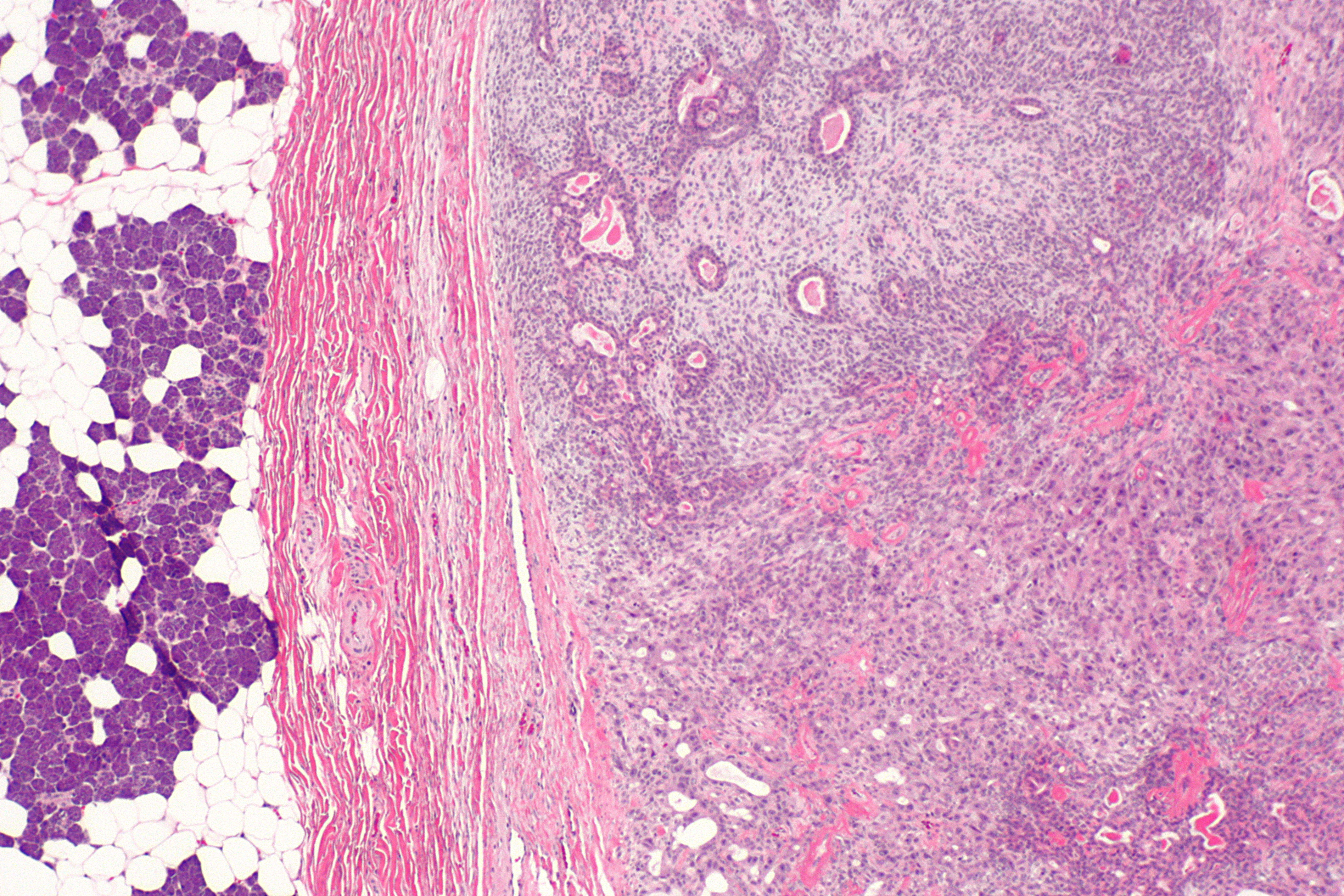
Carcinoma ex-adenoma pleomórfico (canto inferior direito). À esquerda se observa tecido glandular normal, e à direita o adenoma pleomórfico: o carcinoma estava contido dentro do componente benigno, e é caracterizado por intensa proliferação celular.

O carcinoma ex-adenoma pleomórfico é uma neoplasia que surge a partir de um adenoma pleomórfico que sofreu malignização, representando 11,6% das neoplasias malignas salivares. É mais frequente na sétima década de vida, com ligeira predominância em homens, e afeta a parótida (77%) e a submandibular (18%) mais frequentemente. Cerca de 5% dos adenomas pleomórficos sofrem malignização, com risco aumentado daqueles que são redicivantes ou de longa data: esse processo implica em mutações genéticas subsequentes, como de TP53, amplificação de HER2 e perda da expressão de PLAG1.
Clinicamente se caracteriza como uma massa de longa data que passou por recente crescimento rápido, mas pode ocasionar dor, parestesia ou paralisia facial, assim como ulceração da pele e disfagia em casos avançados. Na ressonância magnética, o componente benigno (encapsulado) tende a ter uma intensidade de sinal variável devido à natureza arquitetural do adenoma pleomórfico, enquanto o componente invasivo maligno apresenta baixa a média intensidade de sinal em T2 devido a hemorragia e necrose. Histologicamente, apresenta-se como um adenoma pleomórfico (componente benigno) associado a um componente carcinomatoso que pode ser um carcinoma do ducto salivar, carcinoma mioepitelial (usualmente de baixo grau), adenocarcinoma (usualmente de alto grau) ou carcinoma epitelial-mioepitelial.
O prognóstico depende da extensão da doença: a forma não invasiva ou minimamente invasiva possui bom prognóstico, enquanto doença altamente invasiva é mais desfavorável; componente carcinomatoso de carcinoma mioepitelial, tamanho, idade avançada, sexo masculino, invasão da cápsula e metástase são associados a pior prognóstico. Disseminação linfonodal pode ocorrer em 30% dos casos, mas metástase é mais rara (4%).

## Carcinoma intraductal
O carcinoma intraductal é uma neoplasia maligna excepcionalmente rara de glândula salivar, tendo menos de 100 casos registrados. Afeta mais mulheres do que homens (1,5:1), e especialmente a parótida (84,6%). É usualmente caracterizada como uma massa assintomática, e seu aspecto histopatológico lembra um carcinoma ductal in situ de mama, sendo dividido em 3 variantes: do ducto intercalado (a mais comum), apócrina, e híbrida. O tratamento consiste na cirurgia, mas devido a sua raridade, não há evidências de benefício na radioterapia.